# Southern Outfall Sewer
O Southern Outfall Sewer é um esgoto principal que leva águas residuais da área sul do centro de Londres para Crossness, no sudeste de Londres. Fluxos de três esgotos interceptores se combinam em uma estação de bombeamento em Deptford e depois passam sob Greenwich, Woolwich, Plumstead e por Erith Marshes. O esgoto foi projetado por Joseph Bazalgette após um surto de cólera em 1853 e o Grande Fedor, de 1858. A construção do esgoto começou em 1860 e foi finalmente inaugurado em 4 de abril de 1865 por Eduardo, Príncipe de Gales.